# Puccinellia byrrangensis
Puccinellia byrrangensis là một loài thực vật có hoa trong họ Hòa thảo. Loài này được Tzvelev miêu tả khoa học đầu tiên năm 1971.